# Gustavo Jirón
Gustavo Jirón Latapiat (23 de mayo de 1896 - 29 de marzo de 1973) fue un médico y político chileno que desempeñó el cargo de senador entre 1941 y 1949.

## Biografía
Estudió Medicina en la Universidad de Chile, obteniendo el título de médico cirujano en el año 1919. Se dedicó al ejercicio de su profesión, siendo funcionario del Hospital San Vicente de Paul. Además fue profesor de anatomía y secretario de la Facultad de Medicina de la Universidad de Chile.
Militó en el Partido Radical, renunciando a esta militancia en 1947 y sumándose al Partido Radical Doctrinario. Fue elegido senador por la Cuarta Agrupación Provincial "Santiago", para el periodo 1941-1949; integró la Comisión Permanente de Educación Pública; la de Higiene, Salubridad y Asistencia Pública y fue senador reemplazante en la Comisión Permanente de Relaciones Exteriores y Comercio.
Fue condecorado con la medalla de oro, por su destacada labor como doctor, premio otorgado por el Colegio Médico de Chile en 1971. Fue presidente de la Sociedad Médica de Chile.
Falleció en marzo de 1973, mientras su hijo, el también médico Arturo Jirón, era ministro de Salud de Salvador Allende.

## Mociones parlamentarias
Entre las mociones presentadas con otros parlamentarios, que se transformaron el ley se destacan:
- Ley 7138 de 19-12-1941, reconocimiento al tiempo en servicio de profesores y funcionarios de la educación.
- Ley 9292 de 14-1-1949, con modificaciones relativas a la concesión del voto a la mujer en las elecciones.
- Ley 9028 de 29-9-1948, transferencia de terrenos fiscales a la Municipalidad de Quinta Normal.